# Aire urbaine de Sarrebourg
L'aire urbaine de Sarrebourg est une aire urbaine française centrée sur l'unité urbaine de Sarrebourg, en Moselle. Composée de 52 communes (dont une située dans le Bas-Rhin), elle comptait 38 315 habitants en 2013.

## Caractéristiques en 1999
D'après la définition qu'en donne l'INSEE, l'aire urbaine de Sarrebourg est composée de 45 communes, situées dans la Moselle et le Bas-Rhin. Ses 36 862 habitants font d'elle la 151e aire urbaine de France.
14 communes de l'aire urbaine sont des pôles urbains.
Le tableau suivant détaille la répartition de l'aire urbaine sur les départements (les pourcentages s'entendent en proportion du département) :
| Département | Communes | Communes (%) | Superficie (km²) | Superficie (%) | Population (1999) | Population (%) |
| ----------- | -------- | ------------ | ---------------- | -------------- | ----------------- | -------------- |
| Moselle     | 40       | 5,5          | 297,40           | 4,8            | 36 656            | 3,1            |
| Bas-Rhin    | 1        | 0,2          | 3,77             | 0,1            | 206               | 0,0            |

L'aire urbaine de Sarrebourg est rattachée à l'espace urbain Est.